# 林顿 (北达科他州)
林顿（英語：Linton），是美国北达科他州下属的一座城市。根据2010年美国人口普查，该市有人口1,097人。2011年估计该市有人口1,096人，相对于2010年，增长率为?0.09%。